# Sydney McLaughlin-Levrone
Sydney Michelle McLaughlin, coniugata Levrone (New Brunswick, 7 agosto 1999), è un'ostacolista statunitense, primatista del mondo dei 400 metri ostacoli con il tempo di 50"37.
Nel 2022 ha ottenuto il titolo di atleta mondiale dell'anno, assegnato dalla World Athletics.

## Biografia
In carriera ha vinto la medaglia d'argento nei 400 m ostacoli e l'oro nella staffetta 4×400 m ai Mondiali di Doha 2019. Il 27 giugno 2021 diventa la prima donna a scendere sotto i 52 secondi nei 400 m ostacoli, stabilendo il record mondiale della specialità con 51"90; mentre pochi mesi dopo, il 4 agosto, durante i 400 m ostacoli ai Giochi olimpici di Tokyo 2020 stabilisce il nuovo record mondiale in 51"46, vincendo inoltre la sua prima medaglia d'oro. Il 22 luglio 2022 vince la medaglia d'oro nei 400 m ostacoli ai mondiali di Oregon 2022, abbassando ulteriormente il record mondiale con il tempo di 50"68. L'anno successivo, invece, un infortunio al ginocchio la costringe a saltare i mondiali di Budapest.
Tornata a gareggiare nel 2024, il 30 giugno migliora nuovamente il suo record del mondo durante i Trials olimpici di Eugene, portandolo a 50"65. Ai Giochi olimpici di Parigi vince la sua seconda medaglia d'oro olimpica consecutiva sia nei 400 metri ostacoli, abbassando ancora una volta il record mondiale con il crono di 50"37, sia nella staffetta 4x400 metri.

## Palmarès
| Anno | Manifestazione  | Sede           | Evento   | Risultato  | Prestazione | Note                                     |
| ---- | --------------- | -------------- | -------- | ---------- | ----------- | ---------------------------------------- |
| 2015 | Mondiali U18    | Cali           | 400 m hs | Oro        | 55"94       |                                          |
| 2016 | Giochi olimpici | Rio de Janeiro | 400 m hs | Semifinale | 56"22       |                                          |
| 2019 | Mondiali        | Doha           | 400 m hs | Argento    | 52"23       | Miglior prestazione personale            |
| 2019 | Mondiali        | Doha           | 4×400 m  | Oro        | 3'18"92     | Miglior prestazione mondiale stagionale  |
| 2021 | Giochi olimpici | Tokyo          | 400 m hs | Oro        | 51"46       | Record mondiale                          |
| 2021 | Giochi olimpici | Tokyo          | 4×400 m  | Oro        | 3'16"85     | Miglior prestazione personale stagionale |
| 2022 | Mondiali        | Eugene         | 400 m hs | Oro        | 50"68       | Record mondiale                          |
| 2022 | Mondiali        | Eugene         | 4×400 m  | Oro        | 3'17"79     | Miglior prestazione mondiale stagionale  |
| 2024 | Giochi olimpici | Parigi         | 400 m hs | Oro        | 50"37       | Record mondiale                          |
| 2024 | Giochi olimpici | Parigi         | 4x400 m  | Oro        | 3'15"27     | Record nord-centroamericano              |

## Altre competizioni internazionali
2019
- Oro al Bislett Games ( Oslo), 400 m hs - 54"16
- Oro all'Herculis ( Monaco), 400 m hs - 53"32
- Oro al Weltklasse Zürich ( Zurigo), 400 m hs - 52"85

- Vincitrice della Diamond League nella specialità dei 400 m hs

2023
- Argento al Meeting de Paris ( Parigi), 400 m - 49"71

## Riconoscimenti
- Atleta mondiale dell'anno (2022)
- Atleta mondiale dell'anno - Pista femminile (2024)